# Liste der Monuments historiques in Corcelles-les-Arts
Die Liste der Monuments historiques in Corcelles-les-Arts führt die Monuments historiques in der französischen Gemeinde Corcelles-les-Arts auf.

## Liste der Immobilien
| Bezeichnung                   | Beschreibung                                                  | Standort                | Kennzeichnung | Schutzstatus | Datum | Bild           |
| ----------------------------- | ------------------------------------------------------------- | ----------------------- | ------------- | ------------ | ----- | -------------- |
| Château de Corcelles-les-Arts | Burg, 13. Jahrhundert; mit Wirtschaftsgebäuden und Taubenturm | 1 rue des Serves (Lage) | PA00112224    | Inscrit      | 1976  | weitere Bilder |

## Liste der Objekte
| Bezeichnung                                                                       | Beschreibung                                                                     | Standort                       | Kennzeichnung | Schutzstatus | Datum | Bild |
| --------------------------------------------------------------------------------- | -------------------------------------------------------------------------------- | ------------------------------ | ------------- | ------------ | ----- | ---- |
| Altar und zwei Reliquiare                                                         | Holz, farbig gefasst und vergoldet, um 1700                                      | in der Kirche St-Pierre (Lage) | PM21000656    | Classé       | 1984  |      |
| Gerahmtes Kruzifix                                                                | Holz, farbig gefasst, vergoldeter Holzrahmen, zweite Hälfte des 17. Jahrhunderts | in der Kirche St-Pierre (Lage) | PM21002597    | Classé       | 1984  |      |
| Kronleuchter                                                                      | Glas, erste Hälfte des 19. Jahrhunderts                                          | in der Kirche St-Pierre (Lage) | PM21002598    | Classé       | 1984  |      |
| Grabstein für Claude-Bernarde Berbis de Longecourt und Claude Berbis de Corcelles | Kalkstein, bezeichnet 1782                                                       | in der Kirche St-Pierre (Lage) | PM21002599    | Classé       | 1984  |      |
| Grabstein für Louis Loppin de Masse                                               | Kalkstein, bezeichnet 1699                                                       | in der Kirche St-Pierre (Lage) | PM21002600    | Classé       | 1984  |      |
| Kenotaph für Claude-Bernarde Berbis de Longecourt                                 | Kalkstein, Marmor, Ende des 18. Jahrhunderts                                     | in der Kirche St-Pierre (Lage) | PM21002601    | Classé       | 1984  |      |
| Grabstein für Jean de Ferrières                                                   | Kalkstein, bezeichnet 1492                                                       | in der Kirche St-Pierre (Lage) | PM21002602    | Classé       | 1914  |      |
| Hauptaltar                                                                        | Altartisch, Retabel und zwei Skulpturen; Stein, Marmor, Stuck, 18. Jahrhundert   | in der Kirche St-Pierre (Lage) | PM21003735    | Inscrit      | 1981  |      |
| Gemälde Abendmahl                                                                 | Ölfarbe auf Holz, 17. Jahrhundert                                                | in der Kirche St-Pierre (Lage) | PM21003736    | Inscrit      | 1981  |      |
| Taufbecken                                                                        | Marmor, Holzdeckel, 18. Jahrhundert                                              | in der Kirche St-Pierre (Lage) | PM21003818    | Inscrit      | 1985  |      |